# Wavorly
Wavorly is een Amerikaanse rockband uit Tupelo (Mississippi).

## Bezetting
Huidige bezetting
- Dave Stovall (leadzang, ritmegitaar)
- Matt Lott (basgitaar)
- Ryan Coon (keyboards)

Voormalige leden
- Seth Farmer (zang, leadgitaar, 2006-2012)
- Trey Hill (drums, 2001–2006)
- Dan Isbell (gitaar)
- Jaime Hays (drums, 2006–2010)
- Teddy Boldt (drums, 2010-2013)

## Geschiedenis
Wavorly werd geformeerd in 2001 onder de naam Freshmen 15 en bracht in eigen beheer twee albums uit onder deze naam. De band veranderde haar naam nadat ze hadden getekend bij Flicker Records. De naam Wavorly komt van een spookhuis in West Point (Mississippi). Hun belangrijkste labeldebuut Conquering the Fear of Flight werd op 12 juni 2007 uitgebracht bij Flicker en heeft teksten die aanzienlijk zijn beïnvloed door de geschriften van C.S. Lewis.
De single Part One van de band kreeg veel airplay op de Amerikaanse christelijke radio en werd veel gedraaid op Rock Block van het Gospel Music Channel. Ook was bevestigd dat Wavorly bezig was met het afronden van hun volgende album, dat gepland stond voor een publicatie in 2011. Rob Graves, producent van Conquering the Fear of Flight en andere bands als Red en Pillar, werd bevestigd als producent. Voormalig RED-gitarist Jasen Rauch werd ook bevestigd als co-producent. Wavorly bracht op 11 november 2011 de ep The EP uit. Wavorly ontbond op 21 december 2012, zoals ze aankondigden via Facebook. Zanger Dave Stovall heeft in 2015 de krachten gebundeld met de christelijke rockband Audio Adrenaline. Sindsdien heeft Wavorly via Facebook een reünie aangekondigd in 2017.

## Discografie
Freshmen 15
- 2002: Freshmen 15
- 2004: Hi-5 Pedestrian

Wavorly
- 2007: Conquering the Fear of Flight (Flicker Records)
- 2011: The EP (Independent)
- 2013: Something Like Fiction
- 2017: Movement One